# Каєнлик
Каєнли́к (рос. Каенлык, башк. Ҡайынлыҡ) — присілок у складі Ілішевського району Башкортостану, Росія. Входить до складу Юнновської сільської ради.
Населення — 80 осіб (2010; 109 у 2002).
Національний склад:
- башкири — 94 %

Стара назва — Заготскот.